# 五億探長雷洛傳
《五億探長雷洛傳：雷老虎》為1991年上映的香港传记電影，以1950至70年代香港為背景，講述知名探長「雷洛」的一生（影射史實中的總華探長吕乐）。由劉國昌執導，劉德華等主演。
電影分为两部：《五億探長雷洛傳：雷老虎》和《五亿探长雷洛传II之父子情仇》分别于9月19日和10月10日先后上映，累计收获5,300万的票房佳绩，其中上部取得3107万港币列为年度第七位。获得第11届香港電影金像獎包括最佳影片在内的8项提名，關海山赢得香港電影金像獎最佳男配角和第28屆金馬獎最佳男配角。

## 剧情
1949年，由潮州遷居香港的青年雷洛，為了生計，投考香港警察，在面試時他不太識字，甚至連報紙上「徐蚌會戰」的「蚌」與「侵陷」的「陷」都念不出來，但還是順利錄取了，于黄竹坑受训半年后結訓，結訓時警校教官居然告訴他們，不一定要自命清高，要因時達變，雷洛對於這種同流合汙的貪腐思想相當不滿。
雷洛結訓後成为一名管區的軍裝警员（月薪港幣110元，當時物價，一份报纸售價為1角，一碗雲吞麵售價3角），也跟戏院門口賣黃牛票跟白糖糕的「猪油仔」成为好友。後來雷洛調去跟了對他人生與思想改變最大的恩師—同為潮州人的陳統探長（人稱「阿叔」）。
雷洛發現警察們四處收規費（賄賂），對象由路邊攤至特種行業，他对收黑錢的行为颇为反感，堅持不收任何黑錢，因此被女友阿霞的父親看不起，奚落他又窮又笨、沒錢又不去貪汙，註定要窮一輩子。雷洛為了迎娶女友阿霞，想要設法籌出五萬元港幣的聘金，他到「響尾蛇」開設的賭場鬧事，不但沒要到錢，還被響尾蛇打個半死，陳統幫雷洛討回公道，還逼響尾蛇拿出五萬元給雷洛，雷洛感激，但同時也讓響尾蛇懷恨在心。
顏同探長是陳統的舊部，因為善於逢迎拍馬、拉幫結派而平步青雲，目前已成聲勢最大的華人探長；顏同口蜜腹劍，心腸奸險，手段狠毒又不講義氣，故為陳統不齒。在陳統的寿宴上，顏同囂張跋扈，藉著玩牌九的機會，消遣陳統，陳統百般忍讓，雷洛看不下去，為了支持陳統，言语得罪了前来示威的颜同，雷洛與颜同开始结怨。事後雷洛與陳統閒聊時被点拨開竅，陳統說球王李惠堂曾經是一個球僮，宋朝開國皇帝趙匡胤也曾經是一名御林軍士兵，將相本無種，雷洛也意識到有錢才能對付顏同，雷洛走向貪汙之路，還下定決心，不貪則已，如果要貪，就要貪到港幣一億元。
1951年，雷洛所住的東頭平房區木屋区发生了一场大火灾，燒毁屋宇五百间，灾民超過兩萬人。在这次火灾中，雷洛一家侥幸脱险，但是阿霞的家人都罹難，而阿霞早被亲戚带返廣東故居。雷洛虽然多方找寻阿霞，却始终杳无音讯。
1952年，在陳統的支持和帮助下，雷洛升任刑警，月薪160港元，成為刑警的雷洛開始有權、有門路，大收黑錢。
1955年，一次舞厅的冲突中，雷洛见义勇为出門幫助被調戲的九龙撈家（大亨）「白饭鱼」的愛女白月嫦，月嫦找來了許多潮州苦力把那些來犯的登徒子大揍一頓，她的美貌與淘氣讓雷洛一見傾心。
不久，雷洛與刑警們去看脫衣舞，颜同的妻舅星炳卻來鬧場，調戲並毆打舞孃，雷洛等人出面制止，炳心生不滿，拔刀刺向雷洛，掉出了身上的白粉，於是雷洛把星炳押回警局，颜同率手下前来救星炳，兩方发生了激烈的冲突，最後陳統拔槍，搏命幫了雷洛，顏同悻悻然離去。事後因颜同的報復，导致陳統被迫提早退休，雷洛則被貶到沙頭角警署。
雷洛在沙頭角虽然闲得發慌，每天只是處理鄉民的「家畜失蹤案件」，没有刑案可辦，更无油水可捞。不过却再次遇见了白月嫦，白月嫦駕車肇事，撞死一头牛，被鄉民包圍抗議，雷洛打發了鄉民，救了月嫦，並以英挺的外貌與浪漫的舉動，擄獲了月嫦芳心。但是月嫦之父白飯魚嫌弃雷洛只是普通的小警員，于是想中断雷洛与他女儿的交往，但因见雷洛有凌雲之志，改变了这种态度。为了未来的女婿有更好的前途，白飯魚牵线讓雷洛向颜同賠罪，於是雷洛被调回原警区，更与月嫦结为夫妇。
1956年，由于香港政府对左派與右派的平衡政策失控，九龙发生了雙十節大暴動。由于雷洛一方面成功地以武力镇压骚乱，在逮捕暴民和安定社会的工作上有功；另一方面有其岳父在金钱上的支持，花了80萬元，買通高階的英國警官，使雷洛荣升为探长之位，月薪260港元。
此后雷洛安排自己的好友「猪油仔」作為白手套，负责辖区各种收受賄賂的工作，获利甚豐，還造就了「貪污制度化」，將收賄的規矩定於一尊，讓三合會便於遵守、繳納。由于雷洛足智多謀，反應靈敏，精通權術，所有江湖人物都唯命是從，辖区的治安相比别区好多了，雷洛因此多次受到警務處處長的表扬，这也引起了颜同的嫉妒。
雷洛的老長官「阿叔」陳統退休後，为有錢人當保鏢，给一個負債累累的少東帮忙，其債主為仇家響尾蛇，少東見勢頭不對，打傷響尾蛇的手下逃走，陳統被響尾蛇绑架，雷洛为了救出陳統，孤軍深入，嫉恨久之的颜同故意不予以支援，想要等雷洛被槍斃，好坐收漁利。沒想到雷洛勇敢与数名匪徒展开了血腥搏鬥，負伤救出了陳統，報了師恩。
1959年，油尖區的英籍探长祁利夫退休回英國，此肥缺引起雷洛与颜同的争夺。影片的最后情节是雷洛在陪妻子看粵劇，在门口交代了猪油仔，要猪油仔找几名卧底安插在颜同的身边，以维护己方的利益。卻看到了许久未见的阿霞和一个小男孩（可从續集得知，他是阿霞在火災後回老家广东所生，即雷洛儿子）。

## 角色
| 演員   | 角色           | 關係暱稱                                                 | 原型         |
| ------ | -------------- | -------------------------------------------------------- | ------------ |
| 劉德華 | 雷洛           | 從軍裝警察做起，最後擔任總華探長                         | 呂樂         |
| 張敏   | 白月嫦         | 大撈家白飯魚之女，雷洛妻子（粵語配音：曾慶珏）           | 蔡珍         |
| 邱淑貞 | 阿霞           | 雷洛初恋女友                                             |              |
| 吳孟達 | 豬油仔         | 雷洛好友，帳房                                           | 東聯社豬油劑 |
| 關海山 | 陳統探長       | 雷洛上司                                                 | 陳立         |
| 秦沛   | 顏同探長       | 油麻地警署探長                                           | 颜雄         |
| 高雄   | 督察，警校教官 | 雷洛警校教官                                             |              |
| 李兆基 | 警察，警校教官 | 雷洛警校教官                                             |              |
| 黃一飛 | 阿霞之父       | 雜貨鋪老闆                                               |              |
| 陳月茹 | 阿霞之母       |                                                          |              |
| 龍方   | 響尾蛇         | 賭檔老闆                                                 |              |
| 陳惠敏 | 老虎蟹         | 撈家                                                     |              |
| 田俊   | 白飯魚         | 大撈家，白月嫦之父，雷洛岳父（粵語部份對白配音：黃子敬） |              |
| 秦煌   | 大馬哥         | 撈家                                                     | 馬惜如       |
| 陸劍明 | 細馬哥         | 撈家                                                     | 馬惜珍       |
| 韓坤   | 跛浩           | 毒梟                                                     | 吳錫豪       |
| 李中寧 |                | 處長翻譯                                                 |              |
| 何家駒 |                | 撈家                                                     |              |
| 梁錦燊 | 嗱喳泉         | 撈家                                                     |              |
| 藍靖   | 阿德           | 顏同下屬                                                 |              |
| 曾耀明 | 沙塵超         | 顏同下屬                                                 |              |
| 承恩   | 星炳           | 顏同妻舅                                                 |              |
| 伍國健 | 阿坤           | 陳統及雷洛下屬                                           |              |
| 黃雄   | 陳sir          | 軍裝警長                                                 |              |
|        | 阿森           | 陳統及雷洛下屬                                           |              |
| 鄧泰和 |                | 嚮尾蛇打手                                               |              |
| 林啟榮 |                | 嚮尾蛇打手                                               |              |
| 黃思恩 |                | 銀行太子爺                                               |              |
| 魯亦詩 |                | 警務处處長                                               |              |
| 張贊生 | 傻九           | 顏同下屬                                                 |              |
| 王俊棠 |                | 夜總會老闆                                               |              |
| 陳志成 | 成哥           | 脫衣舞秀場老闆                                           |              |
| 秦虹   |                | 脫衣舞孃                                                 |              |
| 葉進   |                | 毒品拆家                                                 |              |
| 馮元熾 |                | 毒品拆家                                                 |              |
| 尹相林 |                | 白飯魚手下                                               |              |
| 譚倩紅 |                | 陳統妻子                                                 |              |

## 製作

### 構思
據編劇陳文強憶述，本片是投資者看了《跛豪》後，要求他們以當中的總華探長為題材拍攝相類的人物傳記片。

### 取景
片中警署場景是在當時已停辦、位於中半山堅尼地道的同濟中學廢校拍攝。

### 異於史實之改編內容
本片故事影射總華探長吕乐，但有許多與史實不合之處（例如劇中「顏同」影射的顏雄根本是呂樂的忠實部下），所以在呂樂建議之下，改稱為「雷洛」。

## 迴響
本片的成功让刘德华主演了另一部传记片《赌城大亨之新哥传奇》，由本片监制王晶亲自编自导，邱淑贞、秦沛、关海山也都继续跟刘德华合作演出，同样分为两部于1992年先后上映。

## 奖项
| 頒獎典禮             | 獎項         | 名字               | 結果 |
| -------------------- | ------------ | ------------------ | ---- |
| 第11届香港电影金像奖 | 最佳電影     | 《五億探長雷洛傳》 | 提名 |
| 第11届香港电影金像奖 | 最佳導演     | 劉國昌             | 提名 |
| 第11届香港电影金像奖 | 最佳編劇     | 陳文強             | 提名 |
| 第11届香港电影金像奖 | 最佳男主角   | 劉德華             | 提名 |
| 第11届香港电影金像奖 | 最佳男配角   | 關海山             | 獲獎 |
| 第11届香港电影金像奖 | 最佳女配角   | 邱淑貞             | 提名 |
| 第11届香港电影金像奖 | 最佳攝影     | 李子衡、劉偉強     | 提名 |
| 第11届香港电影金像奖 | 最佳美術指導 | 莫少奇             | 提名 |
| 第28屆金馬獎         | 最佳男配角   | 關海山             | 獲獎 |

## 相关條目
- 呂樂
- 藍剛
- 韓森
- 顏雄
- 廉政公署

## 相关电影
- 跛豪
- 藍江傳之反飛組風雲
- 夜生活女王霞姐傳奇
- 追龍：刘德华再演雷洛

## 外部連結
- 香港影庫上《五億探長雷洛傳：雷老虎》的資料（繁體中文）
- 開眼電影網上《五億探長雷洛傳：雷老虎》的資料（繁體中文）
- 豆瓣电影上《五億探長雷洛傳》的資料 （简体中文）
- 时光网上《五億探長雷洛傳：雷老虎》的資料（简体中文）
- AllMovie上《五億探長雷洛傳：雷老虎》的资料（英文）
- 爛番茄上《五億探長雷洛傳：雷老虎》的資料（英文）
- 互联网电影数据库（IMDb）上《五億探長雷洛傳：雷老虎》的资料（英文）